# Festiwal Niepokorni Niezłomni Wyklęci
Festiwal Niepokorni Niezłomni Wyklęci – międzynarodowy festiwal poświęcony kinu historycznemu i wolnościowemu organizowany od 2008 r.

## Historia

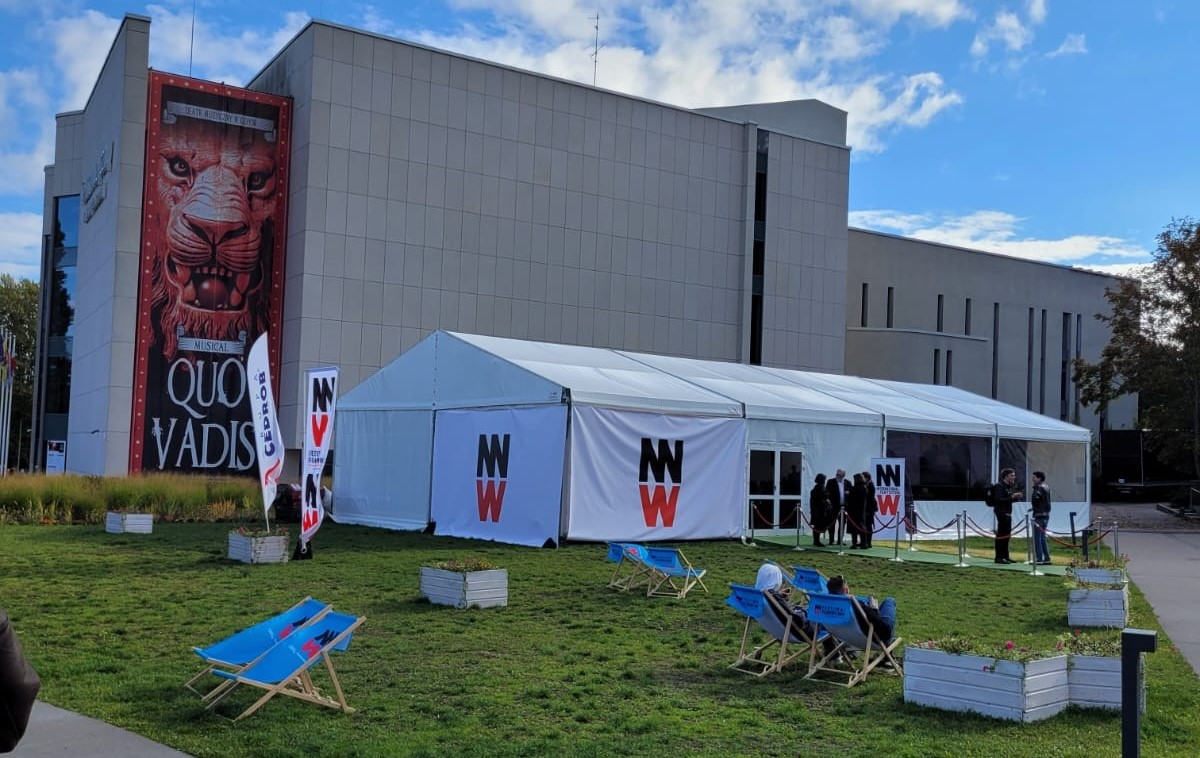
Teren Festiwalu

Inicjatorem organizacji Festiwalu jest Arkadiusz Gołębiewski, który dążył do stworzenia przestrzeni gdzie mogłyby spotkać się zarówno świadkowie historii najnowszej, artyści filmowi zajmujący się tematyką historyczną z lat 1939-1989 oraz widzowie zainteresowani tymi zagadnieniami. W kolejnych latach organizatorowi udało się uzyskać wsparcie instytucji kulturalnych oraz sponsorów. Festiwalowi towarzyszą koncerty i spektakle teatralne. Poza pokazami filmowymi organizowane są panele dyskusyjne, spotkania z pisarzami, publicystami, historykami, bohaterami oraz warsztaty filmowe. Podczas Festiwalu odbywa się również finał projektu „Młodzi dla Historii” adresowanego do młodzieży. Najlepszemu młodemu twórcy przyznawana jest Statuetka Anioła. 
W 2021 r. z inicjatywy organizatorów Festiwalu została powołana Akademia Filmowa Festiwalu NNW. Kilka lat wcześniej, na przełomie września i października każdego roku, Festiwal organizował zajęcia w formie warsztatów, kursów i wykładów adresowane do twórców zarówno zawodowych jak i amatorów. Powołanie Akademii miało na celu zintegrowanie dotychczasowych działań oraz poprawę ich skuteczności.
Pierwszy Festiwal NNW został zorganizowany w 2008 r. w Płońsku. Jury przyznało dwie równorzędne nagrody główne, które otrzymali Grzegorz Braun za film „Oskarżenie” oraz Piotr Zarębski za film „Więźniarki”. Ponadto przyznano trzy wyróżnienia „Opornik 2008”. Od 2011 r. Festiwal odbywa się w Gdyni. Z biegiem lat Festiwal ewoluował w formę międzynarodową, prezentowane na nim są produkcje z USA, Francji, Węgier, Iranu czy Japonii. Pandemia COVID-19 spowodowała, że część pokazów filmowych odbywała się online. 

## Przyznawane nagrody
Podczas Festiwalu są przyznawane nagrody:
- Platynowy Opornik – nagroda specjalna przyznawana za całokształt twórczości, za niezłomność w podejmowaniu trudnych tematów, bezkompromisowość i niezależność w pracy twórczej,
- Nagroda w Międzynarodowym Konkursie Filmów Fabularnych – za znalezienie drogi do opowiadania światu historii uniwersalnych,
- Nagroda im. rtm. Witolda Pileckiego – przyznawana w Międzynarodowym Konkursie Filmów Dokumentalnych dla najlepszego filmu podejmującego tematy wolnościowe,
- Złoty Opornik – nagroda główna w Konkursie Dokumentów Polskich za najlepszy dokument Festiwalu NNW,
- Nagroda im. Janusza Krupskiego – przyznawana w Konkursie Dokumentów Polskich za odwagę i trud w poszukiwaniu tematów i postaci niepokornych, niezłomnych i wyklętych,
- Reportaż Radiowy – nagroda główna w Konkursie Reportaży Radiowych za przeniesienie historii do świata słowa i dźwięku,
- Nagroda Dyrektora Festiwalu – za artystyczne przekładanie historii na język filmu.
- Nagrody Specjalne:
  - Źródło – przyznawana pasjonatom historii, którzy swoją pracą, wiedzą oraz doświadczeniem inspirują twórców filmowych do podejmowania tematyki historycznej,
  - Nagroda im. Błogosławionego ks. Władysława Bukowińskiego – przyznawana za umiejętne opowiadanie historii w literaturze,
  - Sygnet Niepodległości – wyróżnienie przyznawane świadkom historii bohatersko walczącym o wolność oraz niepodległość kraju,
  - Drzwi do Wolności – wyróżnienie przyznawane za odwagę oraz poświęcenie bohaterom drugiego planu, wspierającym działaczy podziemia niepodległościowego, Solidarnościowego oraz osób niezłomnie walczących o wolność,
  - Przyjaciel Festiwalu NNW – wyróżnienie przyznawane za niezłomne towarzyszenie Festiwalowi NNW.

## Nagrodzeni
W dotychczasowych edycjach Festiwalu nagrody otrzymali:
| Festiwal | Rok  | Nagroda                                                                       | Produkcja / Podstawa wyróżnienia                                                                               | Autor |
| I        | 2008 | Złoty Opornik                                                                 | Oskarżenie | Grzegorz Braun |
| I        | 2008 | Złoty Opornik                                                                 | Więźniarki | Piotr Zarębski |
| I        | 2008 | wyróżnienie „Opornik 2008”                                                    | Grypsy z interny                                                                                               | Michał Bukojemski |
| I        | 2008 | wyróżnienie „Opornik 2008”                                                    | Piosenka o mojej Warszawie                                                                                     | Krzysztof Nowak Tyszowiecki |
| I        | 2008 | wyróżnienie „Opornik 2008”                                                    | Dziecko wolności                                                                                               | Tadeusz Śmiarowski |
| I        | 2008 | Nagroda specjalna Opornik 2008                                                | Elegii na śmierć Roja                                                                                          | Jerzy Zalewski |
| II       | 2010 | Złoty Opornik                                                                 | Grupy oporu | Majka Dłużewska, Konrad Falęcki |
| II       | 2010 | druga nagroda                                                                 | Kobiety i wojna                                                                                                | Marek Wklarski |
| II       | 2010 | trzecia nagroda                                                               | Co mogą martwi jeńcy                                                                                           | Anna Ferens |
| II       | 2010 | wyróżnienie                                                                   | Dywizje nastolatków                                                                                            | Alina Czerniakowska |
| III      | 2011 | Złoty Opornik                                                                 | Byłem żołnierzem AK                                                                                            | Marek Widarski |
| III      | 2011 | Nagroda im. Janusz Krupskiego                                                 | Prowokacja Bydgoska. 14 dni                                                                                    | Jacek Petrycki, Grzegorz Eberhardt |
| III      | 2011 | Anioł Wolności                                                                | Pologrecy | polska młodzież z Aten |
| III      | 2011 | wyróżnienie                                                                   | Spacer z dziennikiem                                                                                           | Grzegorz Linkowski |
| III      | 2011 | wyróżnienie                                                                   | Głową Mur Przebijesz                                                                                           | Grażyna Ogrodowska, Leszka Furman |
| III      | 2011 | wyróżnienie                                                                   | Pohańbiona godność                                                                                             | Dariusz Walusiak, Elżbieta Jakimek-Zapart |
| IV       | 2012 | Złoty Opornik                                                                 | Okruchy rozbitego dzbana                                                                                       | Jędrzej Lipski, Piotr Mielech |
| IV       | 2012 | Nagroda im. Janusz Krupskiego                                                 | Degrengolada w teatrze domowym                                                                                 | Maria Dłużewska |
| IV       | 2012 | Anioł Wolności                                                                | Tego nie wolno zapomnieć, ale nikt o tym nie pamięta                                                           | polskiej młodzieży z Niemiec |
| IV       | 2012 | wyróżnienie                                                                   | Betar | Robert Kaczmarek |
| IV       | 2012 | wyróżnienie                                                                   | Pamięć – Narodowe Siły Zbrojne                                                                                 | Iwona Bartólewska |
| IV       | 2012 | wyróżnienie                                                                   | Nigdy nie wrócisz do domu                                                                                      | Jolanta Krysowata |
| IV       | 2012 | wyróżnienie                                                                   | Demony przeszłości                                                                                             | Pawła Siegiera |
| V        | 2013 | Platynowy Opornik                                                             | za całokształt twórczości                                                                                      | Grzegorz Królikiewicz |
| V        | 2013 | Złoty Opornik                                                                 | Bagaż strachu                                                                                                  | Jerzy Bojanowski |
| V        | 2013 | II miejsce                                                                    | Było sobie miasteczko…                                                                                         | Tadeusz Arciuch, Maciej Wojciechowski |
| V        | 2013 | III miejsce                                                                   | Pani Weronika i jej chłopcy                                                                                    | Artur Pilarczyk |
| V        | 2013 | Nagroda im. Janusz Krupskiego                                                 | Było sobie miasteczko…                                                                                         | Tadeusz Arciuch, Maciej Wojciechowski |
| V        | 2013 | Źródło                                                                        | za pracę, która inspiruje twórców filmów                                                                       | dr hab Krzysztof Szwagrzyk |
| V        | 2013 | Anioł Wolności                                                                | Pamięci Niezłomnych                                                                                            | uczniowie z LO im. Władysława Reymonta w Warszawie: Monika Uznałowicz, Anna Kozieł, Kamil Wojtyra, Maciej Morra. opiekunka: Monika Wojtaś                                                     |
| V        | 2013 | wyróżnienie                                                                   | Wyrok | Rafał Mierzejewski |
| V        | 2013 | wyróżnienie                                                                   | Wygrane życie łączniczki                                                                                       | Marek Widarski |
| V        | 2013 | wyróżnienie                                                                   | Wyrok śmierci                                                                                                  | Ewa Szakalicka |
| V        | 2013 | wyróżnienie                                                                   | Granatowy przyjaciel                                                                                           | gimnazjaliści z Garbowa: Kamil Kanadys, Weronika Skorupska, Julia Czarnecka, Kamila Remijasz, Adrianna Latoch, Anna Marek, Weronika Korczak, Kamila Beda. opiekunka: Bożena Tuszyńska-Firlej. |
| V        | 2013 | wyróżnienie                                                                   | Jan Paweł II                                                                                                   | Michał Szablak, Mateusz Kozyra |
| V        | 2013 | wyróżnienie                                                                   | W podboju Wołynia                                                                                              | Radosław Brzezicki, Sebastian Chwiejczak |
| V        | 2013 | nagroda specjalna                                                             | za życie poświęcone Polsce                                                                                     | Weronika Sebastianowicz |
| V        | 2013 | nagroda specjalna                                                             | za wierność Polsce                                                                                             | Ewa Kubasiewicz |
| VI       | 2014 | Platynowy Opornik                                                             | za całokształt twórczości                                                                                      | Robert Kaczmarek |
| VI       | 2014 | Złoty Opornik                                                                 | Na skrzydłach nadziei                                                                                          | Jarosław Krychowiak |
| VI       | 2014 | Nagroda im. Janusz Krupskiego                                                 | Tajemnica tajemnic                                                                                             | Agnieszka Porzezińska, Paweł Sobczyk |
| VI       | 2014 | Nagroda Dyrektora Festiwalu                                                   | Niegdyś moja matka                                                                                             | Sophia Turkiewicz |
| VI       | 2014 | Źródło                                                                        | za badania nad dziejami AK na Kresach, współpracę z artystami i z młodzieżą                                    | prof. Piotr Niwiński |
| VII      | 2015 | Platynowy Opornik                                                             | za całokształt twórczości                                                                                      | Wojciech Tomczyk |
| VII      | 2015 | Złoty Opornik                                                                 | Wolność i Niezawisłość. Ostatnia nadzieja                                                                      | Sławomir Górski |
| VII      | 2015 | Nagroda Dyrektora Festiwalu                                                   | Jaster – tajemnica Hela                                                                                        | Małgorzata Walczak, Marek Tomasz Pawłowski |
| VII      | 2015 | Źródło                                                                        | za inspirowanie twórców filmowych                                                                              | Kazimierz Krajewski, Grzegorz Wąsowski |
| VII      | 2015 | Nagroda im. Janusz Krupskiego                                                 | Stella | Maciej Pawlicki |
| VII      | 2015 | Reportaż Radiowy                                                              | Reportaż o zabijaniu                                                                                           | Mariusz Kamiński |
| VII      | 2015 | wyróżnienie                                                                   | Brygada | Rafał Mierzejewski |
| VII      | 2015 | wyróżnienie                                                                   | Jaster – tajemnica Hela                                                                                        | Małgorzata Walczak, Marek Tomasz Pawłowski |
| VII      | 2015 | wyróżnienie                                                                   | Czarty temat Regina                                                                                            | Jolanta Rudnik |
| VII      | 2015 | wyróżnienie                                                                   | Pamięć w kamieniu wykuta                                                                                       | Anna Bohdanowić |
| VIII     | 2016 | Platynowy Opornik                                                             | za całokształt twórczości                                                                                      | Maria Dłużewska |
| VIII     | 2016 | Złoty Opornik                                                                 | Hieronim Bednarski. Wyklęty z czerwonej wsi                                                                    | Henryk Jurecki |
| VIII     | 2016 | Nagroda Dyrektora Festiwalu                                                   | 303 | Tomasz Magierski |
| VIII     | 2016 | Nagroda im. Janusz Krupskiego                                                 | Ojcu | Liliana Komorowska-Głąbczyńska, Diana Skaya |
| VIII     | 2016 | Źródło                                                                        | za przypominanie działalności i postawy swojego ojca Witolda Pileckiego                                        | Zofia Pilecka-Optułowicz |
| VIII     | 2016 | Nagroda Prezesa Telewizji Polskiej                                            | Cztery Życia Lidii Lwow                                                                                        | Rafał Mierzejewski |
| VIII     | 2016 | Reportaż Radiowy                                                              | Komandor | Jolanta Rudnik |
| VIII     | 2016 | wyróżnienie                                                                   | Odnaleziony walc                                                                                               | Julita Wołoszyńska-Mystek |
| VIII     | 2016 | wyróżnienie                                                                   | Ojcu | Liliana Komorowska-Głąbczyńska, Diana Skaya |
| VIII     | 2016 | wyróżnienie                                                                   | Kotwica PW – tylko trzy maźnięcia                                                                              | Maria Wiśnicka, Andrzej Wyrozębski |
| VIII     | 2016 | wyróżnienie                                                                   | Hieronim Bednarski. Wyklęty z czerwonej wsi                                                                    | Henryk Jurecki |
| VIII     | 2016 | wyróżnienie                                                                   | Zapora | Konrad Starczewski |
| VIII     | 2016 | wyróżnienie                                                                   | Tora i miecz                                                                                                   | Anna Ciałowicz, Robert Kaczmarek |
| VIII     | 2016 | wyróżnienie                                                                   | Dotknięcie Anioła                                                                                              | Marek Tomasz Pawłowski |
| VIII     | 2016 | wyróżnienie                                                                   | Testament | Agnieszka Czarkowska |
| VIII     | 2016 | wyróżnienie                                                                   | Bóg, Honor, Ojczyzna i ja                                                                                      | Olga Mickiewicz-Adamowicz |
| IX       | 2017 | Złoty Opornik                                                                 | Braciszek Karel                                                                                                | Krystyna Krauze |
| IX       | 2017 | Nagroda im. Janusz Krupskiego                                                 | Podwójnie wyklęty                                                                                              | Ewa Szakalicka |
| IX       | 2017 | Nagroda im. Janusz Krupskiego                                                 | Polski nie zniszczy nikt na świecie. Historia chorążego Antoniego Dołęgi                                       | Bogna Bender-Motyka |
| IX       | 2017 | Nagroda Dyrektora Festiwalu                                                   | Podwójnie wyklęty                                                                                              | Ewa Szakalicka |
| IX       | 2017 | Nagroda Prezesa Telewizji Polskiej                                            | Kazimierz Leski                                                                                                | Małgorzata Brama |
| IX       | 2017 | Reportaż Radiowy                                                              | Wilno, krew i łzy                                                                                              | Jolanta Rudnik |
| IX       | 2017 | Źródło                                                                        | za inspirację twórców filmowych                                                                                | Lidia Lwow-Eberle |
| IX       | 2017 | Nagroda im. bł. ks. Władysława Bukowińskiego                                  | za umiejętne opowiadanie historii w literaturze                                                                | Jan Polkowski |
| IX       | 2017 | wyróżnienie                                                                   | Jak Oskar komunę obalał                                                                                        | Piotr Kuciński, Mirosław Basaj |
| IX       | 2017 | wyróżnienie                                                                   | Polski nie zniszczy nic na świecie. Historia chorążego Antoniego Dołęgi                                        | Bogna Bender-Motyka |
| IX       | 2017 | wyróżnienie                                                                   | Mój przyjaciel Laluś                                                                                           | Dariusz Walusiak |
| IX       | 2017 | wyróżnienie                                                                   | Podwójnie wyklęty                                                                                              | Ewa Szakalicka |
| IX       | 2017 | wyróżnienie                                                                   | Bitwa pod Rząbcem. Historia Prawdziwa                                                                          | Krzysztof Dziewięcki |
| IX       | 2017 | wyróżnienie                                                                   | Wydarzenia zielonogórskie 1960. Bitwa o Dom Katolicki                                                          | Rafał Bryll |
| IX       | 2017 | wyróżnienie                                                                   | Kordian i Helena                                                                                               | Alicja Grembowicz, Irena Piłatowska |
| IX       | 2017 | wyróżnienie                                                                   | Napiętnowani                                                                                                   | Mariusz Kamiński |
| IX       | 2017 | wyróżnienie                                                                   | Świadectwo | Cezary Galka |
| IX       | 2017 | wyróżnienie                                                                   | Bohaterowie drugiego szeregu                                                                                   | Małgorzata Furga, Anna Kolmer |
| IX       | 2017 | wyróżnienie                                                                   | Odnaleziony walc                                                                                               | Julita Wołoszyńska-Mystek |
| IX       | 2017 | wyróżnienie                                                                   | Ojcu | Liliana Komorowska-Głąbczyńska, Diana Skaya |
| IX       | 2017 | wyróżnienie                                                                   | Kotwica PW – tylko trzy maźnięcia                                                                              | Maria Wiśnicka, Andrzej Wyrozębski |
| X        | 2018 | Platynowy Opornik                                                             | za całokształt twórczości                                                                                      | Michał Lorenc |
| X        | 2018 | Złoty Opornik                                                                 | Krótkie popołudnie na Mazurach                                                                                 | Maria Dłużewska |
| X        | 2018 | Nagroda im. Janusz Krupskiego                                                 | Ryngraf | Dorota Kania |
| X        | 2018 | Nagroda Dyrektora Festiwalu                                                   | Na zawsze pilot Spitfire’a i Dywizjonu 303                                                                     | Sławomir Ciok |
| X        | 2018 | Reportaż Radiowy                                                              | Ludzie Solidarności Walczącej                                                                                  | Magda Skawińska |
| X        | 2018 | Nagroda im. bł. ks. Władysława Bukowińskiego                                  | za umiejętne opowiadanie historii w literaturze                                                                | Przemysław Dakowicz |
| X        | 2018 | Nagroda Specjalna Prezesa TVP                                                 | Gurgacz. Kapelan wyklętych                                                                                     | Dariusz Walusiak |
| X        | 2018 | Przyjaciel Festiwalu                                                          | za niezłomne towarzyszenie Festiwalowi NNW                                                                     | Maria Mirecka-Loryś, Attila Szalai, Jarosław Sellin, Jan Białostocki, Wojciech Szczurek, dr hab Krzysztof Szwagrzyk, PKN ORLEN.                                                               |
| X        | 2018 | Nagrody PITCHING FORUM                                                        | Na północ od Piekła                                                                                            | Maciej Janiszewski |
| X        | 2018 | Nagrody PITCHING FORUM                                                        | Żwirko i Wigura. 15 dni chwały                                                                                 | Piotr Kloc |
| X        | 2018 | Nagrody PITCHING FORUM                                                        | Powstaniec | Anna Piasek Bosacka |
| X        | 2018 | wyróżnienie                                                                   | Odnaleziony walc                                                                                               | Julita Wołoszyńska-Mystek |
| X        | 2018 | wyróżnienie                                                                   | Ojcu | Liliana Komorowska-Głąbczyńska, Diana Skaya |
| X        | 2018 | wyróżnienie                                                                   | Kotwica PW – tylko trzy maźnięcia                                                                              | Maria Wiśnicka, Andrzej Wyrozębski |
| XI       | 2019 | Platynowy Opornik                                                             | za całokształt twórczości                                                                                      | Lech Majewski |
| XI       | 2019 | Złoty Opornik                                                                 | Paszporty Paragwa                                                                                              | Robert Kaczmarek |
| XI       | 2019 | Nagroda w konkursie międzynarodowym im. rtm. Witolda Pileckiego               | Jak gdybyśmy dziś umrzeć mieli                                                                                 | Roman Vavra |
| XI       | 2019 | Nagroda im. Janusz Krupskiego                                                 | Mała Moskwa kontra Mały Londyn                                                                                 | Sławomir Koehler |
| XI       | 2019 | Nagroda Dyrektora Festiwalu                                                   | przyjaciel festiwalu od pierwszej edycji                                                                       | Tadeusz Śmiarowski |
| XI       | 2019 | Nagroda Specjalna Prezesa TVP                                                 | Milczące pokolenie                                                                                             | Paweł Domański |
| XI       | 2019 | Reportaż Radiowy                                                              | Przerwane milczenie                                                                                            | Joanna Bogusławska |
| XI       | 2019 | Nagroda im. bł. ks. Władysława Bukowińskiego                                  | za umiejętne opowiadanie historii w literaturze                                                                | dr hab. Marek Cichocki |
| XI       | 2019 | Źródło                                                                        | za inspirację twórców filmowych                                                                                | Adam Borowski |
| XI       | 2019 | Przyjaciel Festiwalu                                                          | za niezłomne towarzyszenie Festiwalowi NNW                                                                     | National History Day, PKO BANK POLSKI |
| XI       | 2019 | Nagrody PITCHING FORUM                                                        | Głowa dr. Witaszka                                                                                             | Zbysław Kaczmarek |
| XI       | 2019 | Nagrody PITCHING FORUM                                                        | Lidia i Gustaw                                                                                                 | Elena de Varda |
| XI       | 2019 | Nagrody PITCHING FORUM                                                        | Iluzjon 1907                                                                                                   | Maciej Odoliński |
| XI       | 2019 | Nagrody PITCHING FORUM                                                        | Żołnierz Rzeczpospolitej                                                                                       | Wojciech Niebelski, Marek Wrona |
| XI       | 2019 | Nagroda specjalna Platformy Europejskiej Pamięci i Sumienia                   | Siedmiu świadków małego Rzymu                                                                                  | Anca Berlogea-Boariu |
| XI       | 2019 | wyróżnienie                                                                   | Mała Moskwa kontra Mały Londyn                                                                                 | Sławomir Koehler |
| XI       | 2019 | wyróżnienie                                                                   | Milczące pokolenie                                                                                             | Paweł Domański |
| XI       | 2019 | wyróżnienie                                                                   | Ocalałej z rzezi                                                                                               | Tadeusz Arciuch, Maciej Wojciechowski |
| XI       | 2019 | wyróżnienie                                                                   | Nurtem dwóch rzek                                                                                              | Tadeusz Śmiarowski |
| XI       | 2019 | wyróżnienie                                                                   | Więzy Krwi | Dariusz Walusiak |
| XI       | 2019 | wyróżnienie                                                                   | W drodze do domu                                                                                               | Urszula Żółtowska-Tomaszewska |
| XI       | 2019 | wyróżnienie                                                                   | Schowane w pamięci                                                                                             | Ewelina Kosałka-Passia |
| XI       | 2019 | wyróżnienie                                                                   | Józef Widerlik padł                                                                                            | Mariusz Kamiński |
| XI       | 2019 | wyróżnienie                                                                   | Odnaleziony walc                                                                                               | Julita Wołoszyńska-Mystek |
| XI       | 2019 | wyróżnienie                                                                   | Ojcu | Liliana Komorowska-Głąbczyńska, Diana Skaya |
| XI       | 2019 | wyróżnienie                                                                   | Kotwica PW – tylko trzy maźnięcia                                                                              | Maria Wiśnicka, Andrzej Wyrozębski |
| XII      | 2020 | Platynowy Opornik                                                             | za całokształt twórczości                                                                                      | Alina Czerniakowska |
| XII      | 2020 | Złoty Opornik                                                                 | Orzech. Zawsze chciałem być z ludźmi                                                                           | Magdalena Piejko, Damian Żurawski |
| XII      | 2020 | Nagroda Główna w Międzynarodowym Konkursie Filmów Fabularnych                 | Wieczna zima                                                                                                   | Attila Szász |
| XII      | 2020 | Nagroda w konkursie międzynarodowym im. rtm. Witolda Pileckiego               | Draugen | Dagmara Drzazga |
| XII      | 2020 | Reportaż Radiowy                                                              | Sześciu z Żagania                                                                                              | Kamil Hypki |
| XII      | 2020 | Nagroda im. bł. ks. Władysława Bukowińskiego                                  | za umiejętne opowiadanie historii w literaturze                                                                | Bronisław Wildstein |
| XII      | 2020 | Nagroda Specjalna Prezesa TVP                                                 | Konspirator | Sławomir Koehler |
| XII      | 2020 | Nagroda Dyrektora Festiwalu                                                   | Raport z Auschwitz                                                                                             | Krzysztof Brożek |
| XII      | 2020 | Nagroda im. Janusz Krupskiego                                                 | Prawo do Polski                                                                                                | Dariusz Walusiak |
| XII      | 2020 | Nagroda im. Janusz Krupskiego                                                 | Sprawiedliwość                                                                                                 | Mariusz Pilis |
| XII      | 2020 | Nagroda specjalna Platformy Europejskiej Pamięci i Sumienia                   | Podróżnik – Akcja Inteligencja                                                                                 | Hanna Zofia Etemadi |
| XII      | 2020 | wyróżnienie                                                                   | Lato | Kirył Serebrennikow |
| XII      | 2020 | wyróżnienie                                                                   | Historia uszyta czerwoną nitką                                                                                 | Erika Matsushita |
| XII      | 2020 | wyróżnienie                                                                   | Wierzę, że więcej światła nie będzie potrzebne                                                                 | Olga Sommerova |
| XII      | 2020 | wyróżnienie                                                                   | Rodeo | Raimo Joerand |
| XII      | 2020 | wyróżnienie                                                                   | O zwierzętach i Ludziach                                                                                       | Łukasz Czajka |
| XII      | 2020 | wyróżnienie                                                                   | Zwyczajny Kraj                                                                                                 | Tomasz Wolski |
| XII      | 2020 | wyróżnienie                                                                   | Odkopane losy. Tajemnice Westerplatte                                                                          | Anna Rębas |
| XII      | 2020 | wyróżnienie                                                                   | Tablica | Dominik Gil |
| XII      | 2020 | wyróżnienie                                                                   | Rozgłośnia Topolówka                                                                                           | Marzena Bakowska |
| XII      | 2020 | wyróżnienie                                                                   | Auschwitz | Norbert Smoliński, Gabrysia Ostrowska |
| XII      | 2020 | wyróżnienie                                                                   | Konspirator | Sławomir Koehler |
| XIII     | 2021 | Nagroda Główna – Międzynarodowy Konkurs Filmów Fabularnych                    | Aida. Quo Vadis, Aida?                                                                                         | Jasmila Žbanić |
| XIII     | 2021 | wyróżnienie                                                                   | Shindisi | Dito Tsintsadze |
| XIII     | 2021 | wyróżnienie                                                                   | Havel | Slávek Horák |
| XIII     | 2021 | wyróżnienie                                                                   | Amnestia | Jonáš Karásek |
| XIII     | 2021 | Międzynarodowy Konkurs Filmów Dokumentalnych – Nagroda im. Witolda Pileckiego | Dawno temu w Wenezueli                                                                                         | Anabel Rodriguez |
| XIII     | 2021 | wyróżnienie                                                                   | Moja ulubiona wojna                                                                                            | Ilze Burkovska Jacobsen |
| XIII     | 2021 | wyróżnienie                                                                   | 1970 | Tomasz Wolski |
| XIII     | 2021 | wyróżnienie                                                                   | Kto pod kim dołki kopie Rudolf Slánsky                                                                         | Martin Vadas |
| XIII     | 2021 | Złoty Opornik                                                                 | Położna | Maria Stachurska |
| XIII     | 2021 | wyróżnienie                                                                   | Opowieść o miłości                                                                                             | Rafał Bryll |
| XIII     | 2021 | wyróżnienie                                                                   | Ty pójdziesz to Jastrzębia                                                                                     | Jędrzej Lipski |
| XIII     | 2021 | wyróżnienie                                                                   | Grudzień nasz i wasz                                                                                           | Joanna Pieciukiewicz |
| XIII     | 2021 | wyróżnienie                                                                   | VI Brygada Pani Komendant                                                                                      | Wojciech Królikowski |
| XIII     | 2021 | dyplom                                                                        | Trzy ćwierci do śmierci – ostatnia deportacja                                                                  | Grzegorz Czerniak, Jerzy Rohoziński, Wojciech Saramonowicz |
| XIII     | 2021 | dyplom                                                                        | W starej koszuli, z odwagą w sercu                                                                             | Dariusz Deberny |
| XIII     | 2021 | Reportaż Radiowy                                                              | Prawda za podwójnym murem                                                                                      | Jakub Tarka |
| XIII     | 2021 | wyróżnienie                                                                   | Mecz, który zapamiętam do końca życia                                                                          | Michał Rzepiak |
| XIII     | 2021 | wyróżnienie                                                                   | Zbąszyń 1938                                                                                                   | Kamil Hypki |
| XIII     | 2021 | Konkurs Wideoklipów – Nagroda Główna                                          | Kto Ty jesteś                                                                                                  | Rafał Gużkowski |
| XIII     | 2021 | wyróżnienie                                                                   | Miriam | Sebastian Juszczyk, Marek Dyjek |
| XIII     | 2021 | wyróżnienie                                                                   | Teddy | Adam Kamil Kawałek, Basti |
| XIII     | 2021 | wyróżnienie                                                                   | Niepodległość                                                                                                  | Dominik Gudowski, SOVA, dzieci ze Szkoły Podstawowej „SP Barcinek” |
| XIII     | 2021 | Nagroda specjalna Platformy Europejskiej Pamięci i Sumienia                   | Moja ulubiona wojna                                                                                            | Ilze Burkovska Jacobsen |
| XIII     | 2021 | Nagroda Specjalna Prezesa TVP                                                 | Z Gwiazdami. Podróż bez końca                                                                                  | Maria Dłużewska |
| XIII     | 2021 | Nagroda Dyrektora Festiwalu                                                   | Po złoto. Historia Władysława Kozakiewicza                                                                     | Ksawery Szczepanik |
| XIII     | 2021 | Nagroda im. Janusz Krupskiego                                                 | Wybraniec Bogów                                                                                                | Konrad Starczewski, Rafał Pękała, Tomek Matuszczak |
| XIII     | 2021 | wyróżnienie                                                                   | Parczew 46. Powojenne rozrachunki                                                                              | Bogna Bender-Motyka |
| XIII     | 2021 | wyróżnienie                                                                   | Jutta i ja | Maciej Cendrowski |
| XIII     | 2021 | wyróżnienie                                                                   | Krwawy Ślad | Ewa Żmigrodzka |
| XIII     | 2021 | Nagrody PITCHING FORUM                                                        | Piątka poznańska                                                                                               | Artur Piotrowski, Artur Piotrowski Films |
| XIII     | 2021 | Nagrody PITCHING FORUM                                                        | Król nafty | Michał Bożek, CYKLOP FILM |
| XIII     | 2021 | Nagrody PITCHING FORUM                                                        | Człowiek, który zbiera Auschwitz                                                                               | Gabriela Mruszczak, Forum Rozwoju Inicjatyw Lokalnych |
| XIII     | 2021 | Platynowy Opornik                                                             | za całokształt twórczości                                                                                      | Ewa Dałkowska |
| XIII     | 2021 | Źródło                                                                        | za inspirację twórców filmowych                                                                                | Maria Mirecka-Loryś |
| XIV      | 2022 | Nagroda Główna – Międzynarodowy Konkurs Filmów Fabularnych                    | Mauretańczyk                                                                                                   | Kevin Macdonald |
| XIV      | 2022 | wyróżnienie                                                                   | Złe Drogi | Natalya Vorozhbit |
| XIV      | 2022 | Międzynarodowy Konkurs Filmów Dokumentalnych – Nagroda im. Witolda Pileckiego | Plai. Droga przez góry                                                                                         | Eva Dzhyshyashvili |
| XIV      | 2022 | Złoty Opornik                                                                 | Oblężenie Warszawy                                                                                             | Eugeniusz Starky |
| XIV      | 2022 | wyróżnienie                                                                   | Ina Benita. Dwa życia                                                                                          | Jacek Papis |
| XIV      | 2022 | wyróżnienie                                                                   | Na zawsze melomani                                                                                             | Rafał Mierzejewski |
| XIV      | 2022 | wyróżnienie                                                                   | Rodzina Wołosiańskich                                                                                          | Rafał Geremek |
| XIV      | 2022 | Reportaż Radiowy                                                              | Obraza obrazu                                                                                                  | Mariusz Kamiński |
| XIV      | 2022 | wyróżnienie                                                                   | Bilet z rowerem                                                                                                | Ewa Szkurłat |
| XIV      | 2022 | wyróżnienie                                                                   | Tola | Joanna Sikora |
| XIV      | 2022 | wyróżnienie                                                                   | Wirtuoz | Jakub Tarka |
| XIV      | 2022 | Konkurs Wideoklipów – Nagroda Główna                                          | Dużo małych cudów                                                                                              | Kuba Knap, Paweł Milewski, Kamil Ruszkowski |
| XIV      | 2022 | Nagroda specjalna Platformy Europejskiej Pamięci i Sumienia                   | Zapomniana granica Europy                                                                                      | Oliver Halmburger |
| XIV      | 2022 | Nagroda Specjalna Prezesa TVP                                                 | Bunt i afirmacja                                                                                               | Ewa Żmigrodzka, Krzysztof Zwoliński |
| XIV      | 2022 | Nagroda Dyrektora Festiwalu                                                   | Jutro czeka nas długi dzień                                                                                    | Paweł Wysoczański |
| XIV      | 2022 | Nagroda im. Janusz Krupskiego                                                 | Dzielnieśmy stali, celnie rzucali                                                                              | Maria Dłużewska |
| XIV      | 2022 | wyróżnienie                                                                   | Siostry – dziesięć panien mądrych                                                                              | Piotr Górski |
| XIV      | 2022 | wyróżnienie                                                                   | Żurawscy z Kajn                                                                                                | Adam Błaszczok, Anna Ladda |
| XIV      | 2022 | Nagrody PITCHING FORUM                                                        | Kilof zamiast karabinu                                                                                         | Aleksandra Fudala-Barańska, TVP3 Katowice |
| XIV      | 2022 | Nagrody PITCHING FORUM                                                        | Wymazane | Allan Ignaczak, Igor Mertyn, NAVICULA.M |
| XIV      | 2022 | Nagrody PITCHING FORUM                                                        | Strumiłło. Apokalipsa i cisza                                                                                  | Waldemar Czechowski, WELCOME DREAMS sp. z o.o. |
| XV       | 2023 | Nagroda Główna – Międzynarodowy Konkurs Filmów Fabularnych                    | Nahschuss/Ostatnia egzekucja                                                                                   | Franziska Stünkel |
| XV       | 2023 | wyróżnienie                                                                   | Blokád | Adám Tősér |
| XV       | 2023 | wyróżnienie                                                                   | Klondike | Maryna er Gorbach |
| XV       | 2023 | wyróżnienie                                                                   | The silent forest/Milczący las                                                                                 | Saralisa Volm |
| XV       | 2023 | Międzynarodowy Konkurs Filmów Dokumentalnych – Nagroda im. Witolda Pileckiego | Motherland/Matczyzna                                                                                           | Alexander Mihalkovich |
| XV       | 2023 | wyróżnienie                                                                   | Signs of war                                                                                                   | Juri Rechinsky, Pierre Crom |
| XV       | 2023 | wyróżnienie                                                                   | War at home/Wojna domowa                                                                                       | Aleksander Zalewski |
| XV       | 2023 | wyróżnienie                                                                   | Now is the past – my father, java & the phantom films/Teraz jest przeszłość – mój ojciec, java i upiorne filmy | Shin-ichi Ise |
| XV       | 2023 | Złoty Opornik                                                                 | Stanisław Helski. Dlatego                                                                                      | Michał Torz |
| XV       | 2023 | wyróżnienie                                                                   | Wiara 44 | Wiktor Bojanowski |
| XV       | 2023 | wyróżnienie                                                                   | Notatki grozy                                                                                                  | Paweł Piotrowski |
| XV       | 2023 | wyróżnienie                                                                   | Matusia | Maciej Fijałkowski |
| XV       | 2023 | wyróżnienie                                                                   | Grabież | Piotr Mielech |
| XV       | 2023 | Reportaż Radiowy                                                              | Za prawdę o Katyniu odebrano mu wszystko                                                                       | Maciej Jastrzębski |
| XV       | 2023 | wyróżnienie                                                                   | Młynek Marysi                                                                                                  | Magdalena Galas-Klusek |
| XV       | 2023 | wyróżnienie                                                                   | Szpotański i Spółka                                                                                            | Urszula Żółtowska-Tomaszewska |
| XV       | 2023 | wyróżnienie                                                                   | Trzy dni Korfantego                                                                                            | Mariusz Malec |
| XV       | 2023 | Konkurs Wideoklipów – Nagroda Główna                                          | Miłość istnieje zawsze                                                                                         | Wojtek Sokół |
| XV       | 2023 | wyróżnienie                                                                   | Всесвіт України                                                                                                | Alexander Sparinsky |
| XV       | 2023 | Nagroda Dyrektora Festiwalu                                                   | Godspeed, Los Polacos!                                                                                         | Adam Nawrot |
| XV       | 2023 | Nagroda Specjalna Prezesa TVP                                                 | Tadeusz Romer – misja niemożliwa                                                                               | Jacek Papis |
| XV       | 2023 | Nagroda specjalna Platformy Europejskiej Pamięci i Sumienia                   | Godspeed, Los Polacos!                                                                                         | Adam Nawrot |
| XV       | 2023 | Nagroda im. Janusz Krupskiego                                                 | Tadeusz Romer – misja niemożliwa                                                                               | Jacek Papis |
| XV       | 2023 | wyróżnienie                                                                   | Zatarte ślady                                                                                                  | Anita Gargas |
| XV       | 2023 | wyróżnienie                                                                   | Matusia | Maciej Fijałkowski |
| XV       | 2023 | Nagrody PITCHING FORUM                                                        | Zapomniane dzieci robotnic przymusowych                                                                        | Aneta Barcik |
| XV       | 2023 | Nagroda Publiczności                                                          | Prorok | Michał Kondrat |
| XVI      | 2024 | Nagroda Główna – Międzynarodowy Konkurs Filmów Fabularnych                    | Obywatel Święty / Citizen Saint / Mokalake Tsmindani                                                           | Tinatin Kajrishvili |
| XVI      | 2024 | Międzynarodowy Konkurs Filmów Dokumentalnych – Nagroda im. Witolda Pileckiego | Życie i śmierci Maxa lindera / Life and Deaths of Max Linder / Vie et morts de Max Linder                      | Edward Porembny |
| XVI      | 2024 | Międzynarodowy Konkurs Filmów Dokumentalnych – Nagroda im. Witolda Pileckiego | The Strong Man of Bureng                                                                                       | Mauro Bucci |
| XVI      | 2024 | wyróżnienie                                                                   | Walka o nadzieję / 1953. Fight for hope                                                                        | Marek Jagielski |
| XVI      | 2024 | Złoty Opornik                                                                 | Moja sytuacja jest szczególnie trudna                                                                          | Piotr Mielech |
| XVI      | 2024 | wyróżnienie                                                                   | Karta. Archipelag pamięci                                                                                      | Karolina Anna Kuta |
| XVI      | 2024 | wyróżnienie                                                                   | Bawer – moja walka                                                                                             | Michał Król, Roman Sikoń |
| XVI      | 2024 | wyróżnienie                                                                   | Potop. Postscriptum                                                                                            | Łukasz Czajka |
| XVI      | 2024 | wyróżnienie                                                                   | Kryptonim KOŚCIÓŁ                                                                                              | Tadeusz Arciuch |
| XVI      | 2024 | Reportaż Radiowy                                                              | Trzy życia netto                                                                                               | Mateusz Gołębiewski |
| XVI      | 2024 | wyróżnienie                                                                   | Bliscy z przeszłości                                                                                           | Aleksandra Sadokierska, Radio Białystok |
| XVI      | 2024 | wyróżnienie                                                                   | Caritina. Odnaleziona przyjaźń                                                                                 | Alicja Samolewicz-Jeglicka, Radio Gdańsk |
| XVI      | 2024 | wyróżnienie                                                                   | Ksiądz Bazyli, człowiek z krwi i kości                                                                         | Mariusz Kamiński, Radio Lublin |
| XVI      | 2024 | Nagroda specjalna członków KRRiT                                              | Mensh | Paweł Wysoczański |
| XVI      | 2024 | Nagroda specjalna Platformy Europejskiej Pamięci i Sumienia                   | Ucieczka do Berlina / Escape to Berlin / Útěk do Berlína                                                       | Martin Froyda, Jan Novák |
| XVI      | 2024 | Nagroda im. Janusz Krupskiego                                                 | Za bochen chleba                                                                                               | Karol Wojteczek, Paweł Pierzchanowski |
| XVI      | 2024 | wyróżnienie                                                                   | Operacja Baxis                                                                                                 | Anita Gargas |
| XVI      | 2024 | wyróżnienie                                                                   | Kryptonim KOŚCIÓŁ                                                                                              | Tadeusz Arciuch |